# هنکی کولستا
هنکی کولستا (نروژی: Henki Kolstad؛ ‏ ۳ فوریهٔ ۱۹۱۵ – ۱۴ ژوئیهٔ ۲۰۰۸) بازیگر اهل نروژ بود.
از فیلم‌ها یا برنامه‌های تلویزیونی که وی در آن نقش داشته است، می‌توان به همه اینها به‌علاوه ایسلند، مسابقه بزرگ در پینچ‌کلیف و گرسنگی اشاره کرد.